# Балаково (Тверская область)
Балаково — деревня в Калининском районе Тверской области. Относится к Тургиновскому сельскому поселению.

## География
Расположена южнее Твери, в 7 км (по дорогам) от села Тургиново, на правом берегу реки Шоши.

## История
Во второй половине XIX — начале XX века деревня Балаково относилась к Николо-Городищенскому приходу Тургиновской волости Тверского уезда. В 1886 году — 104 двора, 662 жителя.
По переписи 1920 года в деревне Балаково Никологородской волости 559 жителей.
В 1936 году, в ходе строительства Иваньковского водохранилища, были расселены большие деревни Попково, Сыропятово, Пастбище и село Николо-Городище, располагавшееся к востоку от Балакова, ниже по Шоше.
В 1940 году деревня в составе Тургиновского сельсовета Тургиновского района Калининской области. С 1963 года — в составе Калининского района.
В 1996 году в деревне Балаково Тургиновского сельского округа было 6 хозяйств, 7 жителей.

## Население
| 1859 | 1886 | 1920 | 1996 | 2002 | 2010 |
| ---- | ---- | ---- | ---- | ---- | ---- |
| 484  | ↗662 | ↘559 | ↘7   | ↘5   | ↗9   |